# Chushi Gangdrug
Chushi Gangdrug (tibetisch ཆུ་བཞི་སྒང་དྲུག Wylie chu bzhi sgang drug) war eine tibetische Guerilla-Bewegung, die zum Ziel hatte, die seit 1950 bestehende Herrschaft der Volksrepublik China in Tibet zu stürzen.
Das Symbol Chushi Gangdrugs ist die Dotö-Fahne, auf der zwei gekreuzte Schwerter vor gelbem Hintergrund zu sehen sind. Die Hintergrundfarbe symbolisiert den Buddhismus. Das eine Schwert steht für Furchtlosigkeit, das andere brennt und symbolisiert das Schwert der Weisheit des Manjushri. Zur Zeit des Königs Lang Darma (Wylie: glang dar ma) vereinte Chushi Gangdrug die Regionen Kham und Amdo.

Dotoe-Fahne

## Geschichte ab 1957
1957 organisierte Chushi Gangdrug die Feier des goldenen Throns für den 14. Dalai Lama Tendzin Gyatsho als Symbol für dessen Ernennung zum Führer über ganz Tibet und dessen Dasein als Heiligkeit. Die Zeremonie fand am 4. Juli 1957 im Norbulingka statt. Des Weiteren wurde der 14. Dalai Lama 1957 von Chushi Gangdrug um eine Kalacakra-Segnung gebeten, was er annahm.
Im Jahr 1957 sind Trainings zweier Mitglieder der Bewegung auf einem Stützpunkt der CIA in Saipan dokumentiert.
Die Chushi Gangdrug Guerilla-Bewegung von freiwilligen Kämpfern zur Verteidigung Tibets wurde am 16. Juni 1958 ausgerufen. Chushi Gangdrug heißt Land der vier Flüsse und sechs Gebirge und gehört ursprünglich zur Region Kham. An dem bewaffneten Kampf nahmen Tibeter aus Kham und aus Amdo unter Jimpa Gyatsho teil, mit dem Ziel, die Vereinnahmung der Leistungen der herrschenden Klasse Tibets durch die Volksrepublik China zu bekämpfen. Der bewaffnete Widerstand wurde von der CIA unter Präsident Dwight D. Eisenhower ohne eine formelle Anfrage der damaligen tibetischen Regierung in Lhasa unterstützt. Die CIA lieferte sowohl Waffen als auch Munition, außerdem wurden Kämpfer der Chushi Gangdrug und anderer tibetischer Guerilla-Gruppen von der CIA in Camp Hale, Colorado trainiert. Auch die Republik China unter Chiang Kai-shek unterstützte Chushi Gangdrug. Der Oberbefehlshaber Chushi Gangdrugs war Andrug Gönpo Trashi aus Lithang.
1959 kam es zum Tibetaufstand. Gerüchten zufolge sollte der Dalai Lama aus Lhasa entführt werden. Folglich floh der 14. Dalai Lama, unter Schutz der Chushi Gangdrug, als Soldat verkleidet, aus Tibet.
1960 bestand Chushi Gangdrug aus ungefähr 3.000 Kämpfern.
1972 wurde die Unterstützung der Guerilla-Basis Chushi Gangdruks in Mustang von Seiten der CIA anlässlich Richard Nixons Neubeginn und anschließender Verbesserung der Sino-Amerikanischen Beziehungen eingestellt. Der 14. Dalai Lama Tendzin Gyatsho erklärte, die Tibeter sollten ihre Waffen niederlegen und sich friedlich ergeben.

## Befehlshaber Chushi Gangdruks
- Andruk Gönpo Trashi
- Jago Namgyel Dorje
- Taopan Rinchen Tshering
- Baba Gen Yeshe
- Khachen Gyatsho
- Kelsang Chödzin